# Campeonato Paulista de Fútbol Femenino Sub-17 2019
El Campeonato Paulista de Fútbol Femenino Sub-17 de 2019 fue la tercera edición de esta competición organizada por la Federación Paulista de Fútbol.
Disputada por dieciséis clubes, la competición comenzó el 25 de agosto y finalizó el 1 de diciembre. La decisión, a su vez, fue protagonizada por 
São Paulo y Santos. Dos veces campeón de la competencia, el equipo de São Paulo conquistó una campaña invicta de trece victorias y un empate, triunfando en todos los partidos de las etapas iniciales y eliminando la Ferroviária en la semifinal. Por otro lado, Santos llegó a la decisión eliminando al rival Corinthians y sumando once victorias y tres empates. En el partido decisivo, disputado en el estadio Conde Rodolfo Crespi, São Paulo venció al oponente y ganó el tercer trofeo.

## Antecedentes
El Campeonato Paulista Sub-17 fue creado después de un congreso técnico de la Federación Paulista de Fútbol que ocurrió el día 22 de febrero de 2017, cuando se definió el reglamento para la primera edición. La entidad organizadora publicó un comunicado que la competencia tiene como objetivo "promover el fútbol femenino, atraer a más jugadoras al deporte y generar nuevos talentos para el futuro del deporte en Brasil". Esta fue también la primera competencia de base en el deporte femenino en el Brasil; Posteriormente, surgieron otras competiciones similares, como el Campeonato Brasileño Sub-16 y Sub-18.
São Paulo ganó los títulos de las dos ediciones anteriores. El club jugó en la edición de 2017 con una base de atletas menores de quince años, resultado de una asociación con el Centro Olímpico. Comandada por el entrenador Thiago Viana, el equipo venció el São José en la decisión. Al año siguiente, con la misma base de atletas, triunfó en la final contra Audax.

## Participantes y reglamento
Esta edición fue disputada por dieciséis clubes. Audax, Centro Olímpico, Ferroviária, São José y São Paulo integraron a los participantes por tercera vez, convirtiéndose en las únicas asociaciones que compitieron en todas las ediciones de esta competencia. Corinthians y Santos también confirmaron sus participaciones.
| - Esporte Clube Água Santa - Andreense Futebol Clube - Grêmio Osasco Audax - Caldeirão Futebol Clube - Associação Desportiva Centro Olímpico - Sport Club Corinthians Paulista - Instituto Estrela de Guarulhos - Associação Ferroviária de Esportes | - Associação Desportiva Guarulhos - Associação Atlética Internacional (Inter de Limeira) - Internacional Esporte Clube - Esporte Clube Noroeste - Associação Esportiva Realidade Jovem Rio Preto - Santos Futebol Clube - São José Esporte Clube - São Paulo Futebol Clube |

El reglamento, a su vez, dividió a las asociaciones en cuatro grupos, en los que los integrantes se enfrentaban a los rivales de su propio grupo en partidos de ida y vuelta, clasificando las dos mejores posiciones en cada uno. En la segunda fase, el reglamento se mantuvo idéntico, con las ocho asociaciones calificadas formando dos grupos. En las semifinales se formaron dos partidos eliminatorios según la clasificación general. Los ganadores se clasificaron para la decisión de un solo juego.

## Resultados

### Primera fase

#### Grupo 1
| Equipo          | Pts. | PJ | PG | PE | PP | GF | GC | DG  |
| --------------- | ---- | -- | -- | -- | -- | -- | -- | --- |
| Ferroviária     | 16   | 6  | 5  | 1  | 0  | 27 | 2  | +25 |
| Realidade Jovem | 13   | 6  | 4  | 1  | 1  | 15 | 3  | +12 |
| Internacional   | 4    | 6  | 1  | 1  | 4  | 5  | 19 | –14 |
| Noroeste        | 1    | 6  | 0  | 1  | 5  | 4  | 27 | –23 |

#### Grupo 2
| Equipo           | Pts. | PJ | PG | PE | PP | GF | GC | DG  |
| ---------------- | ---- | -- | -- | -- | -- | -- | -- | --- |
| São Paulo        | 18   | 6  | 6  | 0  | 0  | 24 | 4  | +20 |
| Caldeirão        | 9    | 6  | 3  | 0  | 3  | 7  | 9  | –2  |
| Audax            | 9    | 6  | 3  | 0  | 3  | 7  | 10 | –3  |
| Inter de Limeira | 0    | 6  | 0  | 0  | 6  | 2  | 15 | –13 |

#### Grupo 3
| Equipo              | Pts. | PJ | PG | PE | PP | GF | GC | DG  |
| ------------------- | ---- | -- | -- | -- | -- | -- | -- | --- |
| Corinthians         | 18   | 6  | 6  | 0  | 0  | 47 | 2  | +45 |
| São José            | 12   | 6  | 4  | 0  | 2  | 35 | 13 | +22 |
| Estela de Guarulhos | 4    | 6  | 1  | 1  | 4  | 9  | 37 | –28 |
| Andreense           | 1    | 6  | 0  | 1  | 5  | 4  | 43 | –39 |

#### Grupo 4
| Equipo          | Pts. | PJ | PG | PE | PP | GF | GC | DG  |
| --------------- | ---- | -- | -- | -- | -- | -- | -- | --- |
| Santos          | 14   | 6  | 4  | 2  | 0  | 19 | 3  | +16 |
| Centro Olímpico | 13   | 6  | 4  | 1  | 1  | 17 | 7  | +10 |
| Guarulhos       | 4    | 6  | 1  | 1  | 4  | 9  | 18 | –9  |
| Água Santa      | 2    | 6  | 0  | 2  | 4  | 5  | 22 | –17 |

### Segunda fase

#### Grupo 5
| Equipo          | Pts. | PJ | PG | PE | PP | GF | GC | DG  |
| --------------- | ---- | -- | -- | -- | -- | -- | -- | --- |
| São Paulo       | 18   | 6  | 6  | 0  | 0  | 23 | 1  | +22 |
| Ferroviária     | 10   | 6  | 3  | 1  | 2  | 13 | 4  | +9  |
| Centro Olímpico | 7    | 6  | 2  | 1  | 3  | 16 | 8  | +8  |
| São José        | 0    | 6  | 0  | 0  | 6  | 1  | 40 | –39 |

#### Grupo 6
| Equipo          | Pts. | PJ | PG | PE | PP | GF | GC | DG |
| --------------- | ---- | -- | -- | -- | -- | -- | -- | -- |
| Santos          | 16   | 6  | 5  | 1  | 0  | 14 | 6  | +8 |
| Corinthians     | 11   | 6  | 3  | 2  | 1  | 8  | 5  | +3 |
| Realidade Jovem | 4    | 6  | 1  | 1  | 4  | 3  | 6  | –3 |
| Caldeirão       | 3    | 6  | 1  | 0  | 5  | 6  | 14 | –8 |

### Semifinales
| 17 de noviembre, 15:00 (UTC-3) | Corinthians | 0:1 (0:1) | Santos       | Alfredo Schürig, São Paulo |  |
|                                |             | Reporte   | Giovanna 30' |                            |  |

| 20 de noviembre, 15:00 (UTC-3) | Ferroviária | 1:1 (1:0) | São Paulo            | Cândido de Barros, Araraquara |  |
|                                | Flávia 22'  | Reporte   | Kailane 80+3' (a.g.) |                               |  |

| 24 de noviembre, 15:00 (UTC-3) | São Paulo               | 2:0 (0:0) | Ferroviária | Prefeito José Liberatti, Osasco |  |
|                                | Emily 46' · Vitória 67' | Reporte   |             |                                 |  |

| 24 de noviembre, 15:00 (UTC-3) | Santos       | 1:0 (1:0) | Corinthians | Ulrico Mursa, Santos |  |
|                                | Giovanna 34' | Reporte   |             |                      |  |

### Final
| 1          | Guardameta     | Marcelle           |     |
| 2          | Defensa        | Taynara            |     |
| 4          | Defensa        | Lauren             |     |
| 14         | Defensa        | Victória Moura     |     |
| 25         | Defensa        | Ana Clara          |     |
| 5          | Centrocampista | Miriam Cristina    |     |
| 26         | Centrocampista | Vitória Yaya       |     |
| 24         | Centrocampista | Rafaela            |     |
| 10         | Centrocampista | Giovana dos Santos | 62' |
| 11         | Delantero      | Emily              | 76' |
| 18         | Delantero      | Wellistifany       | 56' |
| Entrenador | Entrenador     | Thiago Viana       |     |

| 12         | Guardameta     | Beatriz            |       |
| 2          | Defensa        | Lívia              |       |
| 3          | Defensa        | Sabrina Martins    |       |
| 4          | Defensa        | Duda               |       |
| 6          | Defensa        | Ana Laura          |       |
| 8          | Defensa        | Nicolle            | 80+1' |
| 5          | Centrocampista | Laura              |       |
| 7          | Centrocampista | Luana              | 50'   |
| 9          | Centrocampista | Sabrina Leal       | 50'   |
| 10         | Delantero      | Giovanna Fernandes |       |
| 11         | Delantero      | Analuyza           |       |
| Entrenador | Entrenador     | Ricardo Santos     |       |

| 7  | Delantero      | Isabelle  | 56' |
| 9  | Delantero      | Giovanna  | 62' |
| 17 | Centrocampista | Ana Paula | 76' |

| 16 | Centrocampista | Sabrina Nogueira | 50'   |
| 17 | Centrocampista | Nicole Marussi   | 50'   |
| 15 | Delantero      | Maria Eduarda    | 80+1' |

| Anotado | 27'   | Vitória Yaya | 1:0 |
| Anotado | 48'   | Emily        | 2:0 |
| Anotado | 80+1' | Giovanna     | 3:1 |

| Anotado | 72' | Nicole Marussi | 2:1 |

| Amonestado | 50' | Victória Moura |

| Amonestado | 4' | Analuyza |

| Árbitra             | Adeli Mara Monteiro        |
| Árbitras asistentes | Luciana da Silva Ramos     |
| Árbitras asistentes | Veridiana Contiliani Bisco |
| Cuarta árbitra      | Bruna Serra Oliveira       |

| 1          | Guardameta     | Marcelle           |     |
| 2          | Defensa        | Taynara            |     |
| 4          | Defensa        | Lauren             |     |
| 14         | Defensa        | Victória Moura     |     |
| 25         | Defensa        | Ana Clara          |     |
| 5          | Centrocampista | Miriam Cristina    |     |
| 26         | Centrocampista | Vitória Yaya       |     |
| 24         | Centrocampista | Rafaela            |     |
| 10         | Centrocampista | Giovana dos Santos | 62' |
| 11         | Delantero      | Emily              | 76' |
| 18         | Delantero      | Wellistifany       | 56' |
| Entrenador | Entrenador     | Thiago Viana       |     |

| 12         | Guardameta     | Beatriz            |       |
| 2          | Defensa        | Lívia              |       |
| 3          | Defensa        | Sabrina Martins    |       |
| 4          | Defensa        | Duda               |       |
| 6          | Defensa        | Ana Laura          |       |
| 8          | Defensa        | Nicolle            | 80+1' |
| 5          | Centrocampista | Laura              |       |
| 7          | Centrocampista | Luana              | 50'   |
| 9          | Centrocampista | Sabrina Leal       | 50'   |
| 10         | Delantero      | Giovanna Fernandes |       |
| 11         | Delantero      | Analuyza           |       |
| Entrenador | Entrenador     | Ricardo Santos     |       |

| 7  | Delantero      | Isabelle  | 56' |
| 9  | Delantero      | Giovanna  | 62' |
| 17 | Centrocampista | Ana Paula | 76' |

| 16 | Centrocampista | Sabrina Nogueira | 50'   |
| 17 | Centrocampista | Nicole Marussi   | 50'   |
| 15 | Delantero      | Maria Eduarda    | 80+1' |

| Anotado | 27'   | Vitória Yaya | 1:0 |
| Anotado | 48'   | Emily        | 2:0 |
| Anotado | 80+1' | Giovanna     | 3:1 |

| Anotado | 72' | Nicole Marussi | 2:1 |

| Amonestado | 50' | Victória Moura |

| Amonestado | 4' | Analuyza |

| Árbitra             | Adeli Mara Monteiro        |
| Árbitras asistentes | Luciana da Silva Ramos     |
| Árbitras asistentes | Veridiana Contiliani Bisco |
| Cuarta árbitra      | Bruna Serra Oliveira       |